# Keramag/Falkenberg

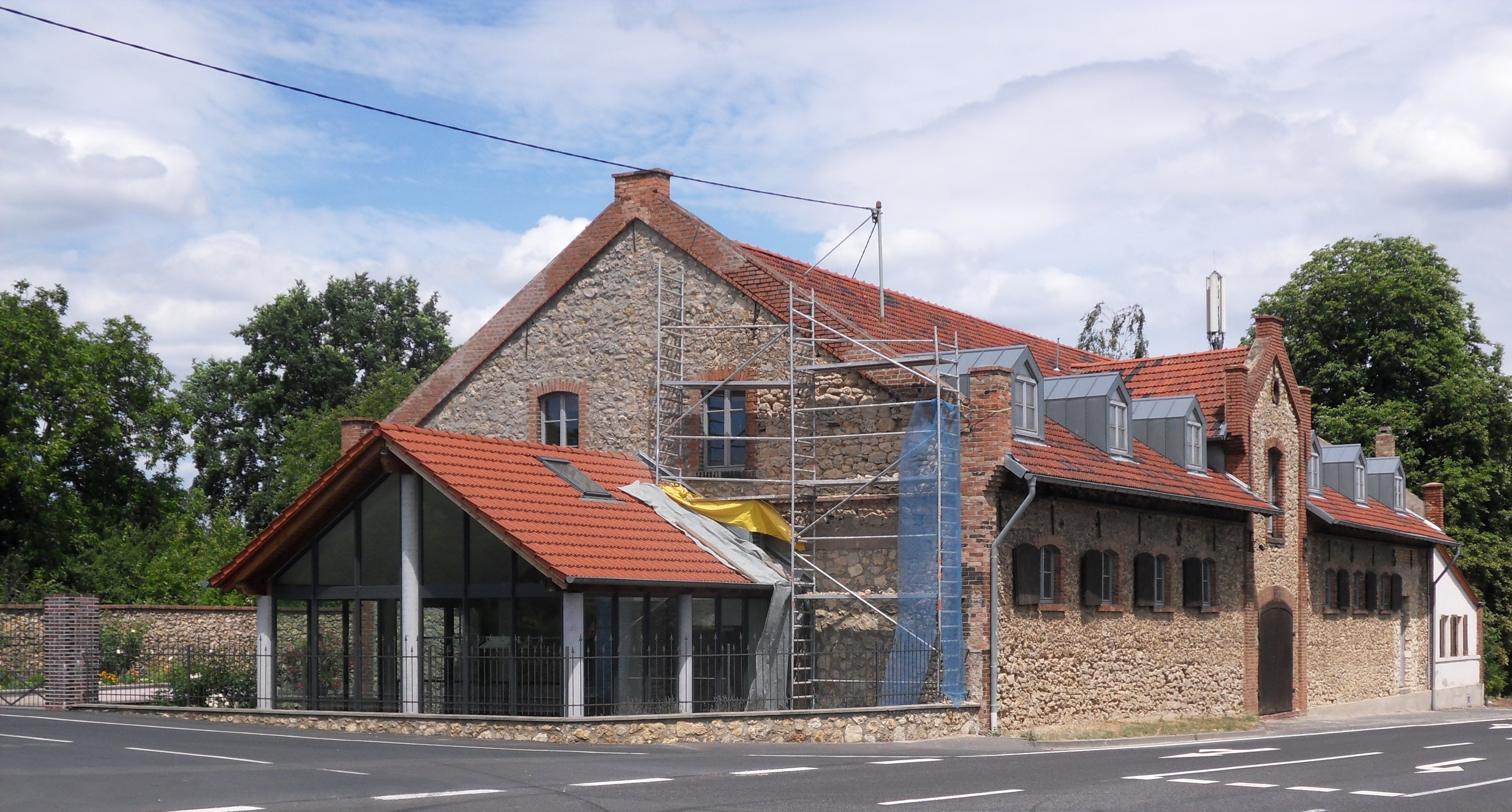
Ehemalige Sektkellerei Falkenberg

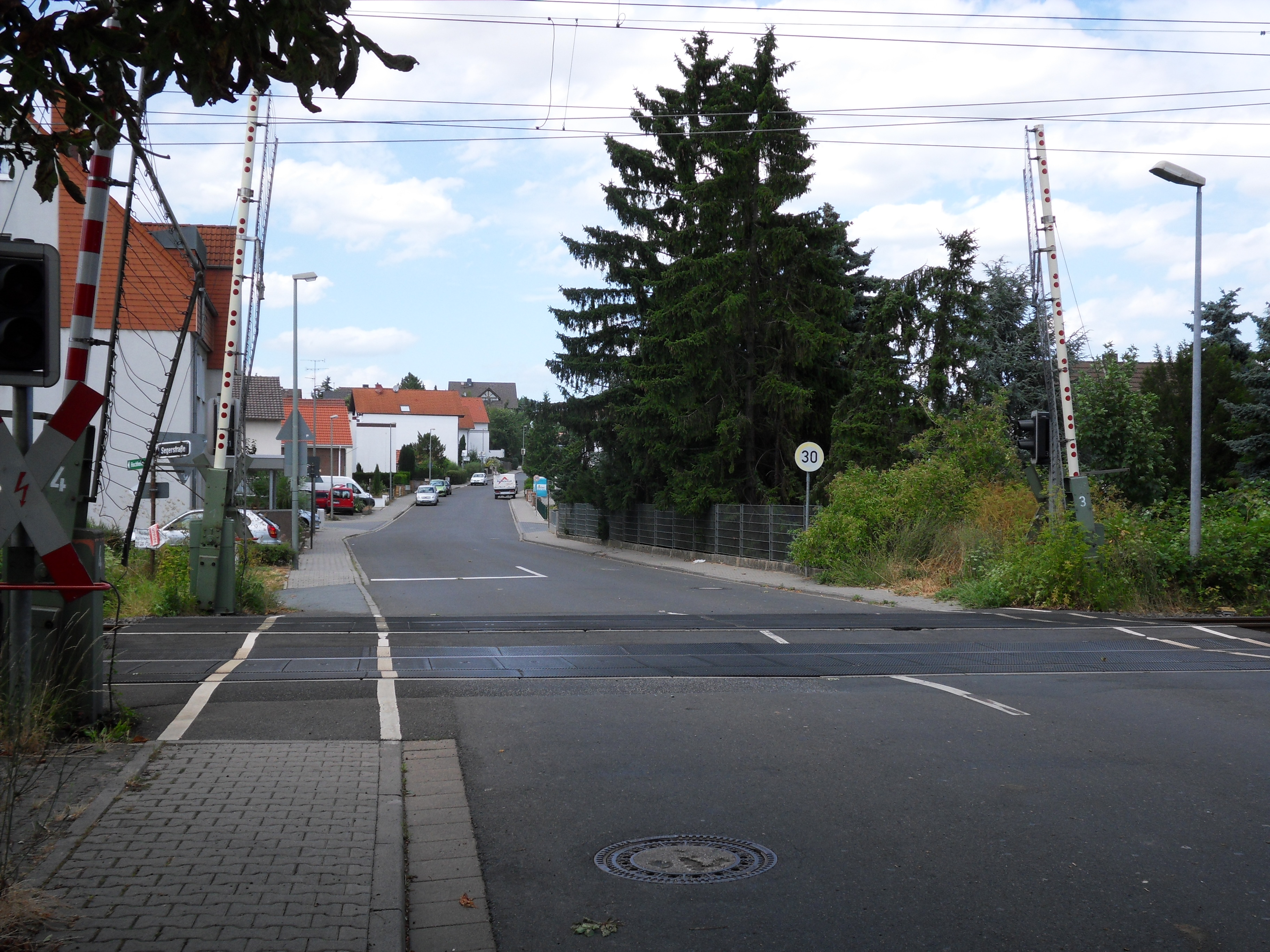
Falkenbergstraße mit Bahnübergang als Haupterschließungsstraße des Stadtteils

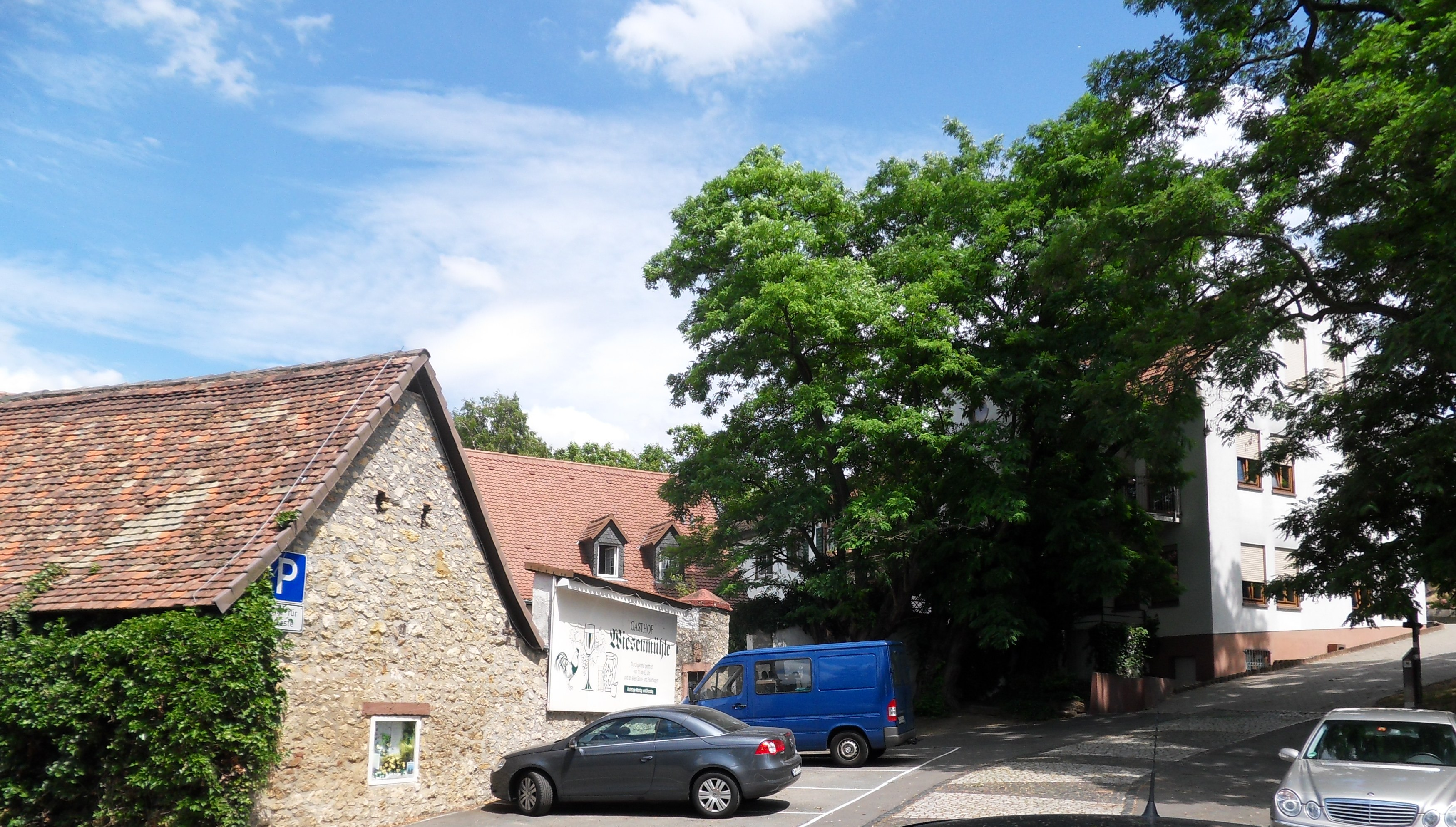
Die als Gasthof genutzte Wiesenmühle ist der nördlichste Wohnplatz des Stadtteils

Keramag/Falkenberg ist ein Stadtteil und Ortsbezirk der Stadt Flörsheim am Main im südhessischen Main-Taunus-Kreis.

## Geografische Lage
Der Stadtteil Keramag/Falkenberg liegt im Westen der Gemarkung der Flörsheimer Kernstadt. Die Bebauung des Stadtteils wird im Westen begrenzt von der Stadtgrenze zu Hochheim am Main, im Norden von der Landesstraße L 3028, die Hochheim mit Flörsheim verbindet, im Osten vom Wickerbach und im Süden von der Taunus-Eisenbahn. Der Ort zieht sich in Hanglage von der Untermainebene nach Nordwesten die Ostabdachung des Falkenberges hinauf, der das östliche Ende der Geländestufe darstellt, auf der die Hochheimer Weinberge liegen.

## Geschichte
Zum Stadtteil Keramag/Falkenberg gehört eine Reihe von Mühlen am Wickerbach, die spätestens seit dem 16. Jahrhundert bekannt sind. In der Nähe lagen auch Steinbrüche, aus deren Steinen die Flörsheimer Häuser erbaut wurden.
Der Stadtteil liegt in der Gemarkung von Flörsheim und gehörte bis 1971 als Wohnplatz zur Gemeinde Flörsheim.
Die eigentliche Geschichte des Stadtteils begann 1912, als die Diamant Steingutwerke aus Frankfurt ein 13 Hektar großes Gelände zwischen der Eisenbahnlinie und Main erwarben und hier eine Fabrik errichteten. Seit 1917 heißt das Werk Keramag. Zugleich entstand vor dem Werkstor eine Siedlung für die dort beschäftigten Arbeiter. Entscheidend vergrößerte sich der Stadtteil nach dem Zweiten Weltkrieg, als hier für viele Flüchtlinge und Heimatvertriebene Bauland ausgewiesen wurde. Aus den Straßennamen des Stadtteils kann man auf ihre Herkunft schließen: Sudetenland, Schlesien und Ostpreußen. 1982 schloss die Keramag den Standort Flörsheim. Das Betriebsgelände wurde in einen Industriepark umgewandelt. Die Wohnsiedlung wurde seitdem vor allem durch den Bau von Eigenheimen noch erweitert.

### Gebietsreform
Für den Stadtteil Keramag/Falkenberg wurde ebenso wie für die Stadtteile Wicker und Weilbach, die bis Ende 1971 selbständige Gemeinden waren, ein Ortsbezirk eingerichtet und ein Ortsbeirat gewählt. Der Ortsbezirk umfasst die Wohnplätze Keramag, Falkenberg, Taubertsmühle, Hopfenmühle, Wiesenmühle, Obermühle und Ziegelhütte. Damit umfasst der Stadtteil auch den südlichen Teil der Flörsheimer Schweiz.

### Einwohnerentwicklung

#### Einwohnerstruktur
Nach den Erhebungen des Zensus 2011 lebten am Stichtag dem 9. Mai 2011 in Keramag/Falkenberg 720 Einwohner. Darunter waren 72 (10,0 %) Ausländer.
Nach dem Lebensalter waren 144 Einwohner unter 18 Jahren, 321 waren zwischen 18 und 49, 138 zwischen 50 und 64 und 117 Einwohner waren älter.
Die Einwohner lebten in 282 Haushalten. Davon waren 66 Singlehaushalte, 78 Paare ohne Kinder und 105 Paare mit Kindern, sowie 30 Alleinerziehende und 3 Wohngemeinschaften. In 48 Haushalten lebten ausschließlich Senioren/-innen und in 198 Haushaltungen leben keine Senioren/-innen.

#### Einwohnerzahlen
| Keramag/Falkenberg: Einwohnerzahlen von 1970 bis 2020 | Keramag/Falkenberg: Einwohnerzahlen von 1970 bis 2020 | Keramag/Falkenberg: Einwohnerzahlen von 1970 bis 2020 | Keramag/Falkenberg: Einwohnerzahlen von 1970 bis 2020 | Keramag/Falkenberg: Einwohnerzahlen von 1970 bis 2020 |
| ----------------------------------------------------- | ----------------------------------------------------- | ----------------------------------------------------- | ----------------------------------------------------- | ----------------------------------------------------- |
| Jahr                                                  |                                                       |                                                       |                                                       | Einwohner                                             |
| 1970                                                  | 1970                                                  |                                                       | ?                                                     | ?                                                     |
| 1980                                                  | 1980                                                  |                                                       | ?                                                     | ?                                                     |
| 1990                                                  | 1990                                                  |                                                       | ?                                                     | ?                                                     |
| 2000                                                  | 2000                                                  |                                                       | ?                                                     | ?                                                     |
| 2011                                                  | 2011                                                  |                                                       | 720                                                   | 720                                                   |
| 2015                                                  | 2015                                                  |                                                       | 697                                                   | 697                                                   |
| 2020                                                  | 2020                                                  |                                                       | 654                                                   | 654                                                   |
| Quelle(n): Stadt Flörsheim; Zensus 2011               |                                                       |                                                       |                                                       |                                                       |

## Kultur und Sehenswürdigkeiten
Außerhalb der Ortslage liegt der jüdische Friedhof von Flörsheim, abgelegen in der Nähe des Wickerbachs und der Gemarkungsgrenze zu Hochheim am Main. Der jüdische Friedhof wurde im Pestjahr 1666 angelegt und folgte einem jüdischen Friedhof der vermutlich im 14. Jahrhundert oder früher angelegt und 1447 erstmals schriftlich erwähnt wurde. Auf dem 3606 m² großen und früher dicht belegten Friedhof stehen aufgrund seiner Schändung zur Zeit des Nationalsozialismus nur noch neun jüdische Grabsteine und eine 1947 errichtete Gedenktafel. Der Friedhof ist ein Kulturdenkmal und eine Holocaustgedenkstätte. 

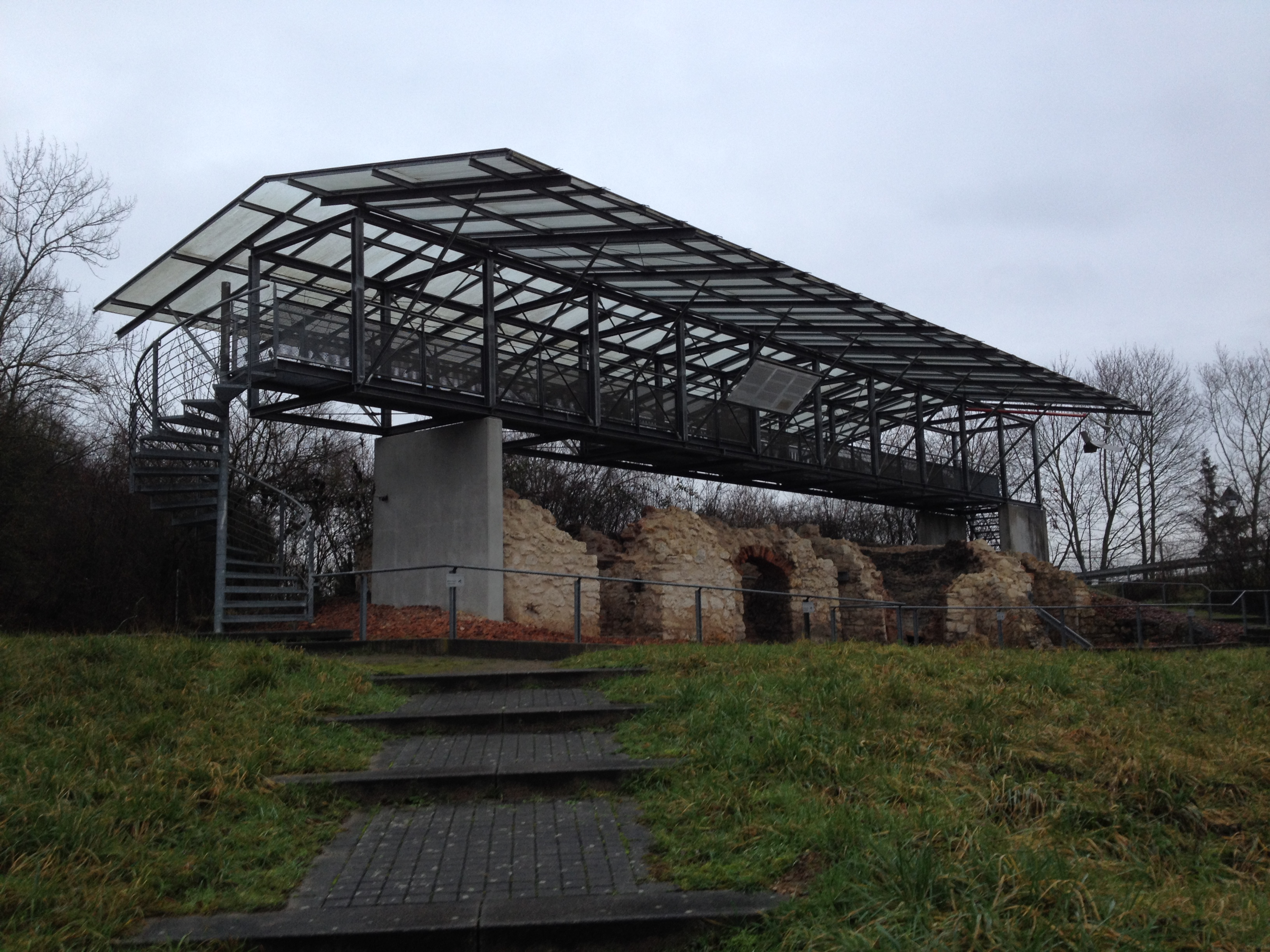
Historische Kalkbrennöfen

Ortsbildprägend für den Durchgangsverkehr auf der Landesstraße ist die 1883 errichtete ehemalige Sektkellerei Falkenberg Sehenswert sind auch die Kalkbrennöfen an der Brücke der Landesstraße über den Wickerbach. Die oberirdischen Gewölbekonstruktionen aus dem 18. und 19. Jahrhundert sind von technischer und historischer Bedeutung als industrielle Keimzelle der Keramag.

## Verkehr
Für den überörtlichen Verkehr wird der Stadtteil durch die Landesstraße L 3028 erschlossen. Obwohl durch die Ortslage eine Bahnlinie führt, gibt es keine Bahnstation.